# Ariel Agüero
Ariel Antonio Agüero (18 de febrero de 1980) es un futbolista argentino. Juega de defensor. Hizo su debut en club peñarol de san juan en 1998 y como profesional jugando para San Martín de San Juan en 2002.2003 .en 2012 debutó en Independiente Rivadavia de Mendoza. En 2017 y en 2018 su carrera futbolística finalizó en Sportivo Desamparados de San Juan

## Características de juego
Históricamente se ubicó en la zaga colaborando con el defensor más retrasado. Puede ubicarse tanto por derecha como por izquierda cuando se juega con línea de tres en el fondo. Por su potencia física, su marca registrada es la vehemencia a la hora de disputar el balón y tiene buen juego aéreo en función defensiva. Esto le da habilidad al marcar goles en tiros libres o córneres.

## Actualidad
El 8 de julio de 2012, firma para el Club Atlético Huracán, siendo el cuarto refuerzo del equipo. Pero el 9 de julio de 2012, cuando se enteró de que firmó Eduardo Domínguez, se fue y, firmó para Independiente Rivadavia, siendo uno de los refuerzos del conjunto mendocino.

## Trayectoria
| Club                         | País      | Año          |
| ---------------------------- | --------- | ------------ |
| peñarol de san juan          | Argentina | 1997-2000    |
| San Martín de San Juan       | Argentina | 2003-2004    |
| Juventud Alianza de San Juan | Argentina | 2004-2005    |
| San Martín de San Juan       | Argentina | 2005-2008    |
| Gimnasia y Esgrima La Plata  | Argentina | 2008-2011    |
| Quilmes                      | Argentina | 2011 - 2012  |
| Independiente Rivadavia      | Argentina | 20122017 - ? |

- Datos: Q4790392